# Unterseeboot 822
L'Unterseeboot 822 ou U-822 est un sous-marin allemand (U-Boot) de type VIIC utilisé par la Kriegsmarine pendant la Seconde Guerre mondiale.
Le sous-marin est commandé le 20 janvier 1941 à Szczecin (Oderwerke), sa quille posée le 29 octobre 1941, il est lancé le 20 février 1944 et mis en service le 1er juillet 1944, sous le commandement de l'Oberleutnant zur See Josef Elsinghorst.
L'U-822 n'effectue aucune patrouille, par conséquent il n'endommage ni ne coule aucun navire.
Il est sabordé en mai 1945.

## Conception
Unterseeboot type VII, l'U-822 avait un déplacement de 769 tonnes en surface et 871 tonnes en plongée. Il avait une longueur totale de 67,10 m, un maître-bau de 6,20 m, une hauteur de 9,60 m et un tirant d'eau de 4,74 m. Le sous-marin était propulsé par deux hélices de 1,23 m, deux moteurs diesel Germaniawerft M6V 40/46 de 6 cylindres en ligne de 1 400 cv à 470 tr/min, produisant un total de 2 060 à 2 350 kW en surface et de deux moteurs électriques Brown, Boveri & Cie GG UB 720/8 de 375 cv à 295 tr/min, produisant un total 550 kW, en plongée. Le sous-marin avait une vitesse en surface de 17,7 nœuds (32,8 km/h) et une vitesse de 7,6 nœuds (14,1 km/h) en plongée. Immergé, il avait un rayon d'action de 80 milles marins (150 km) à 4 nœuds (7,4 km/h; 4,6 milles par heure) et pouvait atteindre une profondeur de 230 m. En surface son rayon d'action était de 8 500 milles nautiques (soit 15 700 km) à 10 nœuds (19 km/h).
 L'U-822 était équipé de cinq tubes lance-torpilles de 53,3 cm (quatre montés à l'avant et un à l'arrière) qui contenait quatorze torpilles. Il était équipé d'un canon de 8,8 cm SK C/35 (220 coups) et d'un canon antiaérien de 20 mm Flak. Il pouvait transporter 26 mines TMA ou 39 mines TMB. Son équipage comprenait 4 officiers et 40 à 56 sous-mariniers.

## Historique
Il reçut sa formation de base au sein de la 4. Unterseebootsflottille jusqu'au 5 mai 1945.
Étant à l'instruction à la fin de la guerre, il ne prend part à aucune patrouille ni à aucun combat.
L'U-822 est sabordé à Wesermünde à la position géographique 53° 32′ N, 8° 35′ E, par son équipage le 5 mai 1945 obéissant à l’ordre donné par l’Amiral Dönitz (Opération Regenbogen). Il est renfloué en 1948, puis démoli.

## Affectations
- 4. Unterseebootsflottille du 1er juillet 1944 au 5 mai 1945 (Période de formation).

## Commandement
- Oberleutnant zur See Josef Elsinghorst du 1er juillet 1944 au 5 mai 1945.